# Zerwane więzi (program telewizyjny)
Zerwane więzi – program typu talk-show, emitowany był od 7 stycznia 2001 do 24 marca 2002 w Telewizji Polsat, prezentował autentyczne historie ludzi, którzy stracili ze sobą kontakt przed laty i dzięki programowi ponownie się spotkali. Prowadziła go Alicja Resich-Modlińska. Wyemitowany był w niedzielne wieczory. Emitowano od początku w niedzielę o 20:00, później o 20:55 tego samego dnia, a na końcu też w niedzielę o 21:15 albo 21:20, np. głównie po teleturnieju Życiowa szansa. Pilotażowy odcinek zaprezentowano 28 września 2000 roku o godz. 21:55.

## Spis odcinków
| Seria      | Odcinki    | Premiera serii   | Finał serii      | Emisja                            |
| ---------- | ---------- | ---------------- | ---------------- | --------------------------------- |
| Pilotażowy | Pilot      | 28 września 2000 | 28 września 2000 | czwartek, 21:55                   |
| 1          | 1–26 (26)  | 7 stycznia 2001  | 24 czerwca 2001  | niedziela, 20:00                  |
| 2          | 27–53 (27) | 2 września 2001  | 24 marca 2002    | niedziela, 20:55 niedziela, 21:20 |

## Czołówka
Na początku był list z zażaleniem i kondolencjami, później były zdjęcia, którego zrywa, a na koniec pojawił się napis Zerwane więzi.

## Prowadzenie
- Alicja Resich-Modlińska (2001-2002)